# HMS Philomel
La HMS Philomel, poi HMNZS Philomel, è stato un incrociatore della classe Pearl della Royal Navy britannica e successivamente della Royal New Zealand Navy. La nave fu la quinta della Royal Navy a ricevere questo nome.

## Storia
Dopo la sua entrata in servizio nel 1890, operò all'interno della Cape of Good Hope Station e più tardi per la Mediterranean Fleet. Nel 1914 venne ceduta alla Nuova Zelanda ed entrò in servizio nella Royal New Zealand Navy. Durante le prime fasi della prima guerra mondiale ricevette il compito di scortare i convogli. In seguitò effettuò operazioni nel Mediterraneo contro i Turchi. Più tardi guidò pattuglie nel Mar Rosso e nel Golfo Persico. Nel 1917 rientrò in Nuova Zelanda, dove servì come nave deposito per dragamine nel porto di Wellington. Nel 1921 fu trasferita nella Base Navale di Devonport, Auckland, dove fu adibita a nave da addestramento. Nel 1947 la nave fu dismessa e venduta.